# Bob Setti
Bob Setti (eigentlich Robert Edward Francis Setti; * 31. Oktober 1938) ist ein ehemaliger britischer Mittelstreckenläufer, der sich auf die 800-Meter-Distanz spezialisiert hatte. Wegen seiner Sprintstärke wurde er auch in der 4-mal-400-Meter-Staffel eingesetzt.
Bei den British Empire and Commonwealth Games 1962 in Perth schied er über 880 Yards im Vorlauf aus und gewann mit der englischen Mannschaft Silber in der 4-mal-440-Meter-Staffel.
Bob Setti startete für die Herne Hill Harriers.

## Persönliche Bestzeiten
- 400 m: 47,4 s, 14. Juli 1962, London
- 800 m: 1:49,4 min, 4. August 1962, London